# Fear the Walking Dead (4.ª temporada)
A quarta temporada de Fear the Walking Dead, uma série de televisão dramática pós-apocalíptica de terror produzida pela AMC, estreou nos Estados Unidos em 15 de abril de 2018 e terminou em 30 de setembro de 2018, consistindo em 16 episódios. A série é derivada de The Walking Dead, que é baseada na série de quadrinhos de mesmo nome de Robert Kirkman, Tony Moore e Charlie Adlard, com a estreia da temporada contendo o primeiro crossover entre as duas séries. Os produtores executivos são Kirkman, David Alpert, Greg Nicotero, Gale Anne Hurd, Scott M. Gimple, Andrew Chambliss e Ian B. Goldberg, com Chambliss e Goldberg assumindo o papel de showrunners após a saída de Dave Erickson da série, enquanto a série  também se mudou para um novo local de filmagem em Austin, Texas.
A temporada marca um afastamento das entradas anteriores, com a história mudando de uma prequela para a mesma linha do tempo de The Walking Dead. Além do grupo de Madison Clark (Kim Dickens), sua filha Alicia (Alycia Debnam-Carey), seu filho viciado em drogas Nick (Frank Dillane), sua namorada Luciana Galvez (Danay García) e o vigarista Victor Strand (Colman Domingo) das temporadas anteriores, a história segue o personagem da série original, Morgan Jones (Lennie James) conforme ele os encontra em meio ao conflito com os antagonistas Abutres. Vários novos personagens também são apresentados na quarta temporada, incluindo a jornalista Althea Szewczyk-Przygocki (Maggie Grace), o policial John Dorie (Garret Dillahunt) e a enfermeira June (Jenna Elfman).

## Elenco e personagens

### Elenco principal
A quarta temporada apresenta nove atores recebendo status de faturamento do elenco principal, com cinco retornando da terceira temporada, enquanto quatro novos membros do elenco são apresentados. Lennie James (que era um membro do elenco principal em The Walking Dead), mudou-se para o elenco principal após sua saída de The Walking Dead. Maggie Grace, Garret Dillahunt e Jenna Elfman foram adicionados ao elenco principal. Esta é a primeira temporada a não incluir Cliff Curtis, Mercedes Mason, Daniel Sharman, Sam Underwood, Dayton Callie, Rubén Blades e Lisandra Tena (desde suas primeiras aparições), que foram creditados como membros do elenco principal nas temporadas anteriores.
- Kim Dickens como Madison Clark: Uma conselheira de orientação inteligente e dominadora do ensino médio, a mãe de Nick e Alicia.
- Frank Dillane como Nicholas "Nick" Clark: Um corajoso e abnegado viciado em heroína em recuperação, filho de Madison e irmão de Alicia.
- Alycia Debnam-Carey como Alicia Clark: A impetuosa, porém compassiva, filha de Madison e irmã de Nick.
- Maggie Grace como Althea "Al": Uma jornalista curiosa e tática que encontra Morgan e John.[3]
- Colman Domingo como Victor Strand: Um inteligente e sofisticado vigarista que virou empresário, que faz amizade com Nick e Madison.
- Danay García como Luciana Galvez: Uma ex-membro forte e cautelosa da comunidade La Colonia em Tijuana, México, e namorada de Nick.
- Garret Dillahunt como John Dorie: Um policial solitário e amigável que Morgan encontra.[3]
- Lennie James como Morgan Jones: Um homem mentalmente instável e implacavelmente pragmático, anteriormente ele fez parte do grupo de Rick Grimes em The Walking Dead, que encontra o grupo principal de sobreviventes.[3]
- Jenna Elfman como June "Naomi/Laura": Uma enfermeira gentil e misteriosa que Madison encontra.[3]

### Elenco de apoio
- Kevin Zegers como Melvin: O líder antagônico dos Abutres e irmão de Ennis.[4]
- Evan Gamble como Ennis: Um membro dos Abutres e irmão de Melvin.[5]
- Sebastian Sozzi como Cole: Um residente da comunidade dentro do estádio de beisebol.[6]
- Rhoda Griffis como Vivian: Uma residente da comunidade dentro do estádio de beisebol e esposa de Douglas.
- Alexa Nisenson como Charlie: Uma jovem que é uma espiã dos Abutres.
- Kenneth Wayne Bradley como Douglas: Um residente da comunidade dentro do estádio de beisebol e marido de Vivian.
- Aaron Stanford como Jim Brauer: Um sobrevivente que vive de cerveja.[7]
- Daryl Mitchell como Wendell: O irmão adotivo de Sarah que usa uma cadeira de rodas.[7]
- Mo Collins como Sarah: A irmã adotiva de Wendell e uma ex-fuzileira naval.[7]
- Tonya Pinkins como Martha: Uma misteriosa mulher antagônica que mata todos os sobreviventes que tentam ajudar outra pessoa.[7]

### Elenco convidado
- Andrew Lincoln como Rick Grimes: O principal protagonista de The Walking Dead, amigo de Morgan, e o líder de Alexandria, uma Zona Segura na Virgínia.
- Melissa McBride como Carol Peletier: Uma amiga de Morgan da Virgínia que reside no Reino.
- Tom Payne como Paul "Jesus" Rovia: Um amigo de Morgan da Virgínia que mora em Hilltop.
- Stephen Henderson como Clayton "Urso Polar": Um motorista de caminhão que deixou suprimentos para outros sobreviventes.[7]

## Episódios
| N.º na série | N.º na temp. | Título                                                                               | Dirigido por             | Escrito por                                       | Exibição original      | Audiência (milhões) |
| --- | ------------ | ------------------------------------------------------------------------------------ | ------------------------ | ------------------------------------------------- | ---------------------- | ------------------- |
| 38 | 1            | "What's Your Story?" "(Qual é a Sua História?)" (BR)                                 | John Polson              | Scott M. Gimple & Andrew Chambliss & Ian Goldberg | 15 de abril de 2018    | 4.09                |
| Morgan segue morando sozinho no lixão e recebe a visita de Jesus, Carol e Rick pedindo para voltar para o grupo, porém ele se recusa. Disposto a não ser mais incomodado, Morgan resolve ir embora do lixão e caminha durante dias pelas estradas, até que conhece um homem chamado John Dorie, que lhe oferece comida e abrigo. Morgan aceita, mas vai embora durante a noite. Em outro lugar, ele se depara com outro grupo e é rendido por eles. John aparece na tentativa de salvá-lo, mas também é capturado, até que uma mulher chamada Althea dirigindo um caminhão equipado com armas aparece e os salva. Althea diz que era jornalista antes do apocalipse e deseja fazer uma entrevista com Morgan e John. Morgan decide abandoná-los, mas novamente são abordados pelo mesmo grupo da noite anterior. No entanto, dessa vez, os três ganham vantagem e derrubam o grupo, que é devorado por infectados. De volta à estrada, Althea pergunta sobre o passado de Morgan, que conta que morou em algumas comunidades e que elas estavam em guerra. Então, Morgan abandona o grupo. Ferido na perna por causa de um tiro disparado por um dos integrantes do grupo que os atacou, Morgan quase é pego por infectados, mas John e Althea reaparecem e o salva. Morgan diz que seguirá com os dois até sua perna melhorar. Na estrada, os três encontram Alicia, que finge estar machucada, até que são cercados e rendidos por Nick, Strand e Luciana. |              |                                                                                      |                          |                                                   |                        |                     |
| 39 | 2            | "Another Day in the Diamond" "(Outro Dia no Diamond)" (BR)                           | Michael E. Satrazemis    | Andrew Chambliss & Ian Goldberg                   | 22 de abril de 2018    | 3.07                |
| Madison e sua família agora vivem em um antigo estádio de basebol com outros sobreviventes. Charlie, uma garotinha recém chegada, mostra a localização onde supostamente sua família perdida estaria, então, Madison, Strand, Luciana e Alicia partem para lá. Nick, por alguma razão, não está mais interessado em participar de missões, e prefere ficar no acampamento cuidado da horta. Enquanto Strand e Luciana procuram pela cidade, Madison e Alicia encontram um lugar onde seria um acampamento que foi incendiado. Uma mulher estranha aparece e aponta sua arma para Madison, querendo as chaves do carro, quando é surpreendida por Alicia, Strand e Luciana. A mulher acaba ficando em apuros com os infectados, mas é salva pelo grupo. Ela se apresenta como Naomi e é recrutada. No estádio, uma estranha música atrai um bando de infectados para as cercas e Nick decide resolver, mas acaba batendo o carro ao se atrapalhar com lembranças da explosão na represa tempos atrás. Madison e os outros chegam a tempo de salvá-lo. Naomi cuida do ferimento de Nick. Madison diz para Charlie que não encontrou sua família. Durante a noite, vários carros e caminhões aparecem nos portões do estádio e todos se preparam para uma suposta ameaça. Um homem desce de um dos veículos, sobe em um bicicleta e liga um rádio, atraindo alguns infectados para dentro de um caminhão. O homem chamado Mel, chama Charlie de volta para o grupo dizendo para Madison que ela tem a capacidade de "encontrar coisas boas". Mel exige os pertences da comunidade, mas Madison se nega a entregar, então ele diz que irá sentar e esperar todos morrerem. No presente, Alicia pergunta para Morgan, John e Al se eles são do grupo de Mel, chamado Os Abutres, mas eles negam. Não convencidos, são colocados dentro do veículo de Al e levados pelo grupo. |              |                                                                                      |                          |                                                   |                        |                     |
| 40 | 3            | "Good Out Here" "(Fique Bem Aqui)" (BR)                                              | Dan Liu                  | Shintaro Shimosawa                                | 29 de abril de 2018    | 2.71                |
| Seguindo viagem, Al, em um deslize, ataca Nick e obriga Luciana a parar o veículo. Alguns infectados estão na estrada e Al muda os planos, pedindo para Luciana contorná-los antes de parar, mas Nick, em um impulso, se defende e luta com Al, atrapalhando Luciana que joga o caminhão para fora da estrada e bate em uma árvore. Nick, ao acordar de um desmaio, percebe que está amarrado, junto com seu grupo. Morgan, John e Al mataram os infectados e estão procurando uma maneira para tirar o caminhão de lá. Enquanto John e Al levam Strand, Alicia e Luciana para procurar recursos para tirar o veículo, Morgan fica com Nick e o desamarra para comer. Morgan avista um carro e pede para Nick se esconder, mas Nick reconhece o veículo, luta com Morgan e foge, acionando sem querer a buzina do caminhão, atraindo vários infectados. Morgan vai atrás de Nick, e após matarem alguns infectados, os dois aguardam serem resgatados pelo grupo. Nick encontra um membro dos Abutres com quem teve desavenças tempos atrás ao sair com Madison. Os dois brigam, e Nick acaba matando o homem. Morgan revela para Nick que conheceu uma pessoa que o fez encontrar a paz, e que também não mata mais pessoas e entrega para Nick um livro sobre a vida. Enquanto lê o livro, Nick é surpreendido por um tiro disparado por Charlie. A garota foge justamente na hora em que Alicia e os outros chegam, e eles encontram Nick agonizando, não resistindo ao ferimento e morrendo em seguida, deixando Alicia aos prantos. |              |                                                                                      |                          |                                                   |                        |                     |
| 41 | 4            | "Buried" "(Enterrado)" (BR)                                                          | Magnus Martens           | Alex Delyle                                       | 6 de maio de 2018      | 2.49                |
| No caminho para casa, Al entrevista Alicia, Strand e Luciana, cada um em uma respectiva missão. Em um parque aquático abandonado, Alicia encontra suprimentos médicos com Naomi, que após enfrentar alguns infectados, tenta fugir, mas a gasolina no carro encontrado por ela não é o suficiente. Naomi revela que trabalhava como enfermeira e que Alicia, Madison e os outros devem ir embora do estádio, pois o lugar cairá em breve. Strand mostra a Cole suprimentos que escondeu em um carro e sugere que ambos vão embora juntos. Cole não aceita e retorna ao estádio. Luciana e Nick chegam em uma biblioteca e encontram um livro de guia turístico do país. Luciana diz para Nick que o grupo deve ir para o Norte, e Nick por sua vez, diz que avisará sua mãe. No estádio, Madison continua se negando a se juntar ao grupo dos Abutres, mesmo Mel insistindo que o lugar não irá suportar muito tempo. Strand retorna ao estádio com os suprimentos. Alicia e Naomi planejam montar uma enfermaria no estádio, quando Naomi, discretamente, tira da mochila uma arma idêntica ao de John. De volta ao presente, o grupo pára o veículo de Al e desenterram armas que haviam sido deixadas ali anteriormente. Aproveitando o lugar, eles enterram o corpo de Nick, e Luciana diz que irá vingá-lo atacando os Abutres, quando John reconhece uma das mochilas enterradas. Ele diz ser de sua esposa desaparecida e revela que embora tenha o costume de chamá-la de Laura, seu verdadeiro nome é Naomi. Luciana diz que ela foi morta e pede para John se juntar a eles contra os Abutres. John não acredita que sua esposa esteja morta e fica para trás com Morgan enquanto o resto do grupo segue viagem. |              |                                                                                      |                          |                                                   |                        |                     |
| 42 | 5            | "Laura" "(Laura)" (BR)                                                               | Michael E. Satrazemis    | Anna Fishko                                       | 13 de maio de 2018     | 2.46                |
| Flashbacks mostram a vida solitária de John Dorie em uma cabana perto de um rio e cercada por uma trincheira para impedir a aproximação de infectados. Certa noite, John acorda com um barulho e encontra uma mulher desacordada e ferida em um barco. John cuida da mulher, e pela manhã, ele se apresenta. Não obtendo resposta, John resolve chamá-la de Laura, que agradece e diz que irá embora assim que melhorar. John descobre que Laura era uma enfermeira antes do apocalipse e ele revela ser um policial, porém não possui o hábito de usar armas de fogo por considerá-las perigosas. Um infectado aparece preso na trincheira, e ambos descobrem, ao subirem o rio, que parte da grade de proteção de uma ponte está quebrada, e com isso, alguns infectados estão caindo e sendo levados pela correnteza. John e Laura colocam um veículo na parte quebrada para impedir que mais infectados caiam no rio, e John continua recusando a usar sua arma, embora quase tenha se ferido ao enfrentar um infectado com um facão cravado em seu ombro. Durante a noite, os dois escutam barulhos do lado de fora e descobrem muitos infectados na propriedade, subindo uns aos outros pela trincheira. Laura acaba se desequilibrando e cai em uma parte da trincheira, sendo seguida por vários deles. Sabendo do perigo, John enfim atira e consegue matá-los, salvando Laura. John resolve dar uma de suas armas para Laura ao lembrar que logo ela irá embora. Naquela noite, John revela que a ama, e eles se beijam. Na manhã seguinte, John acorda, descobre que Laura foi embora e encontra uma mensagem sua pedindo desculpas e dizendo que também o ama. No tempo presente, John conta sua história para Morgan. |              |                                                                                      |                          |                                                   |                        |                     |
| 43 | 6            | "Just in Case" "(Por Precaução)" (BR)                                                | Daisy von Scherler Mayer | Richard Naing                                     | 20 de maio de 2018     | 2.31                |
| Em flashbacks, Strand pergunta para Madison porque ela o salvou após a destruição da represa. Madison diz que conhece Strand e que também gosta de beber com ele. Naomi novamente tenta fugir, mas diz para os outros que na verdade iria até um sítio conhecido por ela atrás de suprimentos, mas faria isso sozinha porque o lugar é muito perigoso. Madison e Strand se oferecem para ir, e os os três seguem viagem. Na estrada, eles resolvem parar em um motel abandonado para passar a noite e Naomi revela que não existe nenhum sítio com suprimentos, e que de fato, ela iria embora. Na manhã seguinte, sem Madison e Strand, Naomi chega a uma antiga estação da FEMA e pega um caderno com algumas anotações, mas é obrigada a subir em um andaime quando vários infectados se aproximam e a cercam. Madison e Strand aparecem e salvam Naomi que revela, aos prantos, que o lugar era um antigo refúgio onde ela estava com sua filha Rose e um grupo. Porém Rose adoeceu e morreu em seguida, assim como o resto do grupo. Os três retornam ao estádio com um caminhão cheio de suprimentos. O grupo dos Abutres vão embora. Madison pede para Alicia guardar suprimentos em um carro, caso os Abutres voltem e ataquem o estádio. No presente, após brigarem com um homem dos Abutres, Morgan e John reencontram Al, Strand, Alicia e Luciana em um ponto combinado, prontos para atacar os Abutres. Morgan diz que pediu para o homem não vir com seu grupo, mas seu pedido é ignorado e o grupo aparece armado. Naomi surge em seguida com o carro de suprimentos de Madison e reencontra John. Irritada ao deduzir que Naomi está do lado dos Abutres, Alicia atira contra ela, mas John entra em sua frente e acaba baleado. |              |                                                                                      |                          |                                                   |                        |                     |
| 44 | 7            | "The Wrong Side of Where You Are Now" "(O Lado Errado de Onde Você Está Agora)" (BR) | Sarah Boyd               | Melissa Scrivner Love                             | 3 de junho de 2018     | 1.97                |
| Flashbacks mostram Charlie indo até o estádio pedir a ajuda de Madison e os outros depois de Melvin ficar ferido após uma briga com seu irmão. Naomi diz que ele está com algumas costelas quebradas e que se ficar ali, não irá sobreviver, então o grupo resolve levá-lo para o estádio. Temendo um ataque dos Abutres, Madison começa a reforçar os muros do lugar, e Naomi diz que isso não será o suficiente. Mesmo ferido, Melvin pede para ir embora, e Madison concorda em deixá-lo ir. Durante a noite, Nick e Alicia vão atrás de Melvin e o encontram desmaiado em seu carro, quando são surpreendidos por vários caminhões se dirigindo em direção ao estádio. Ao se aproximarem do lugar, Nick e Alicia são cercados em seu veículo e vários infectados são soltos dos caminhões pelos Abutres. Madison, Strand e Luciana resolvem sair para salvá-los. No presente, um tiroteio se inicia entre os dois grupos, com Alicia e os outros ganhando vantagem sob os Abutres que começam a fugir. John é colocado no veículo de Al e o Naomi diz que eles devem seguir para o estádio. Morgan resgata Charlie no meio do tiroteio. Melvin tenta fugir, mas Alicia explode seu veículo e em seguida o mata. Ao chegarem ao estádio, Al derruba os portões com seu veículo e o grupo descobre que o lugar de fato caiu, e está cheio de infectados. |              |                                                                                      |                          |                                                   |                        |                     |
| 45 | 8            | "No One's Gone" "(Ninguém Morre)" (BR)                                               | Michael E. Satrazemis    | Ian Goldberg & Andrew Chambliss                   | 10 de junho de 2018    | 2.32                |
| Algum tempo após a destruição da represa, Madison conhece Al a quem tenta roubar sem sucesso. Após o desentendimento, Madison conta para Al que está atrás de seus filhos e que está tentando encontrar um lugar seguro para eles viverem. Após sua partida, Al entrega um pouco de comida, um rádio e um mapa, permitindo que Madison encontre seus filhos. O gesto de Al inspira Madison a formar uma comunidade em um estádio de basebol. No presente, Naomi e Morgan lutam para conseguirem medicamentos para salvar a vida de John, enquanto Al e Charlie lutam contra um ataque do grupo de Alicia. A revelação inesperada de que Al conheceu e entrevistou Madison e um pedido de Morgan para Alicia, consegue convencê-la a desistir de sua vingança. À noite, o grupo de Alicia revela a verdade sobre a queda do estádio, incluindo como todos os outros morreram quando tentaram fugir e foram derrotados. Madison levou os infectados para dentro do estádio numa tentativa de contê-los e dar aos seus filhos, Strand e Luciana uma chance de escapar, incendiando todos os mortos e sacrificando-se em uma tentativa bem-sucedida de salvá-los. Graças aos suprimentos recuperados do estádio, John sobrevive, enquanto Naomi revela que seu nome verdadeiro é June, além de revelar que só se juntou ao grupo dos Abutres quando o estádio caiu por não ter outras opções e acreditar que seus amigos estavam mortos. Em homenagem a memória de Madison, Al nomeia a fita de gravação da história depois que ela e o grupo compartilham o mesmo macarrão que Al deu para Madison quando elas se conheceram. |              |                                                                                      |                          |                                                   |                        |                     |
| 46 | 9            | "People Like Us" "(Pessoas Como Nós)" (BR)                                           | Magnus Martens           | Anna Fishko                                       | 12 de agosto de 2018   | 1.88                |
| O grupo está separado. Morgan tem a ideia de retornar para Virgínia, onde fica a comunidade de Alexandria e pede para Al levá-lo. Para a viagem, Morgan tenta recrutar John, que nega, e diz que pretende voltar para sua cabana com June e Charlie. Ao visitar Strand e Luciana abrigados em uma casa, que também negam seguir viagem, Morgan descobre que Alicia não está mais com eles, pois se mudou para uma casa mais a frente e que há muito tempo eles não a vêem. Charlie quase é pega por um infectado saído das águas de um rio, mas é salva por Al, que decide subir o rio com June para ver de onde os infectados estão surgindo e o quão ameaçador isso pode ser. Morgan encontra Alicia e descobre que a garota está tentando descobrir quem colocou mensagens de socorro em alguns infectados. Juntos, eles chegam numa serraria e Alicia se decepciona ao saber que o homem que pediu ajuda já está morto e se compara a sua mãe, pois caso Madison estivesse viva, o teria salvo a tempo. Morgan nega que Alicia seja diferente e diz que o grupo precisa dela. Após uma conversa com John, Charlie foge e vai até a casa de Strand e Luciana, onde deixa um livro infantil conhecido. John pede a ajuda de Strand para procurar Charlie. No caminho do acampamento, Al e June são surpreendidas por uma tempestade carregando vários infectados. |              |                                                                                      |                          |                                                   |                        |                     |
| 47 | 10           | "Close Your Eyes" "(Feche Seus Olhos)" (BR)                                          | Michael E. Satrazemis    | Shintaro Shimosawa                                | 19 de agosto de 2018   | 1.86                |
| Alicia se separa de Morgan e encontra uma casa para se abrigar da tempestade. Após se livrar dos infectados e encontrar suprimentos, ela descobre que o porão está sendo inundado pela água da chuva, quando escuta um barulho no andar de cima. Alicia encontra Charlie escondida, e diz que não quer, mas provavelmente irá matar a garota pela morte de Madison e Nick. Alicia pega a arma de Charlie (a mesma que ela usou para matar Nick), e aponta para sua cabeça, mas não consegue atirar. Mesmo a tratando com rispidez, Alicia pede a ajuda de Charlie para arrumar as janelas da casa que estão batendo com a força do vento e atraindo infectados. Noite adentro, a tempestade aumenta, devastando os infectados presentes na varanda da casa e quebrando as janelas. Alicia e Charlie correm para o porão, e encontram o cômodo totalmente inundado. Ao tentar voltar, o forte vento acaba batendo a porta e derrubando parte do teto, deixando as garotas presas, com o porão enchendo cada vez mais de água. Charlie se desespera, e pede para Alicia matá-la, pois se recusa a se tornar um dos infectados. Alicia coloca a arma na cabeça de Charlie, mas novamente não consegue atirar. De repente, um estrondo é ouvido do lado de fora e elas conseguem escapar por um porta até então trancada, que foi destrancada com a queda de um infectado que estava preso nos galhos de um árvore. Alicia e Charlie retornam para o grupo e encontram a casa de Strand e Luciana vazia e destruída, assim como o ônibus onde estavam John e June. |              |                                                                                      |                          |                                                   |                        |                     |
| 48 | 11           | "The Code" "(O Código)" (BR)                                                         | Tara Nicole Weyr         | Andrew Chambliss & Alex Delyle                    | 26 de agosto de 2018   | 1.83                |
| Para fugir da tempestade, Morgan se abriga no compartimento de carga de um caminhão, onde encontra suprimentos. Na manhã seguinte, ao invés do Texas, ele se encontra no estado de Mississipi, numa parada de caminhões. Ao entrar na loja de conveniência, Morgan escuta uma voz no rádio que diz para ele pegar o que precisar e deixar o que não precisar, quando conhece dois sobreviventes, um cadeirante chamado Wendell e uma mulher chamada Sarah. Morgan diz que precisa voltar para o Texas e o casal de sobreviventes, que costuma deixar caixas com suprimentos pela estrada com a mesma mensagem que Morgan ouviu no rádio, indica um caminho por uma ponte, mas ao chegar lá, Morgan ouve vozes e diz para Wendell e Sarah que a construção não existe mais. Os dois pedem que Morgan os encontre em um lado da estrada e ao se dirigir ao local, Morgan encontra um novo sobrevivente, Jim, que diz ter sido amarrado por pessoas desconhecidas que queriam a receita de fabricação de cerveja, já que Jim trabalhou em uma cervejaria e isso seria lucro. Ao chegarem ao ponto de encontro, Morgan e Jim são presos por Wendell e Sarah, que revelam que sequestraram Jim, e agora exigem saber a localização de Alexandria, que Morgan não diz. O casal decide seguir para Virgínia com os dois presos no compartimento. Jim diz para Morgan que Wendell e Sarah são golpistas e decide ajudá-los. No meio da estrada, o caminhão atola e eles precisam descarregar algumas cargas devido ao peso. Jim, acidentalmente empurra Morgan de uma ponte, onde ele fica cercado em cima de um carro por vários infectados. Sarah diz que irá ajudar se ele revelar o paradeiro de Alexandria, e Morgan diz um endereço errado, porém o grupo não o ajuda e vão embora. Morgan consegue sair e lutar contra os infectados com uma placa e um canivete encontrado numa das caixas do caminhão. No outro dia, Morgan os encontra parados na ponte, e os convida para seguir viagem, dizendo que irá revelar o verdadeiro caminho para Alexandria, mas que antes passarão pelo Texas para recrutar algumas pessoas.                                                                                          |              |                                                                                      |                          |                                                   |                        |                     |
| 49 | 12           | "Weak" "(Fraco)" (BR)                                                                | Colman Domingo           | Kalinda Vazquez                                   | 2 de setembro de 2018  | 1.52                |
| Após a tempestade, Al e June tentam encontrar John, Morgan e os outros. Com a frequência do walkie-talkie cada vez mais fraca, elas decidem sair da van e caminhar pela estrada, até que encontram um novo carro. Al começa a adoecer, preocupando June, quando de repente, a van de Al passa em alta velocidade e ambas a seguem, porém o carro tem o pneu danificado por um objeto caído no meio da estrada. Al se enfurece, e June resolve seguir a van sozinha e a pé atrás de antibióticos. Longe dali, Morgan e seu grupo seguem parados na estrada, enquanto Morgan tenta contato com alguém pelo walkie-talkie. Acreditando que o aparelho está com a frequência baixa, Morgan decide se locomover até um local mais alto, e no meio da estrada encontra uma mulher revirando uma das caixas deixadas pelo caminhão. Morgan diz que ela pode pegar o que quiser, mas a mulher se recusa e diz não ser fraca para precisar de ajuda. June encontra a van de Al parada na estrada e um ônibus tombado, quando é rendida por um homem armado que diz que a van está sem gasolina. June consegue lutar com o homem e o manda embora, mas quando entra em contato com Al para saber em qual parte da van estão guardados os remédios, Al mente, dizendo que não há remédio algum e queria apenas sua van de volta. June consegue antibióticos para Al no ônibus tombado e elas seguem viagem no carro novo, quando ouvem a voz de Morgan no walkie-talkie, onde marcam um ponto de encontro. Com metade do grupo já reunido, June volta a usar o walkie-talkie e é respondida por Quinn, o homem que a rendeu na estrada, dizendo ter conseguido gasolina para a van e expressando desejo de se juntar a ela e seu grupo. June revela a localização do grupo para Quinn, que ao chegar ao suposto lugar combinado, descobre uma placa alterada, e é atacado por um infectado solto pela mesma mulher misteriosa que Morgan encontrou na estrada. |              |                                                                                      |                          |                                                   |                        |                     |
| 50 | 13           | "Blackjack" "(Blackjack)" (BR)                                                       | Sharat Raju              | Ian Goldberg & Richard Naing                      | 9 de setembro de 2018  | 1.72                |
| Morgan, June e Al procuram por Quinn na estrada, sem sucesso. Com o fim da tempestade, John e Strand estão ilhados em um lugar onde John pretende construir uma jangada para atravessar o rio que os rodeia. A construção falha, e ambos descobrem um jacaré que ataca alguns infectados que tentam atravessar. Procurando por Charlie, Luciana encontra preso em um carro, um homem muito ferido chamado Clayton, que expressa o desejo de tomar uma cerveja antes de morrer. John consegue uma buzina de um carro para atrair os infectados ao rio e distrair o jacaré, enquanto tenta atravessar com Strand usando uma embarcação improvisada feita com uma parte do mesmo veículo. Novamente, a tentativa de atravessar o rio frustra, com a buzina falhando e deixando de atrair os infectados. John e Strand são atacados pelo jacaré na embarcação, quando John tem a ideia de atirar para continuar atraindo os mortos. Ambos pulam na água, e retornam para terra firme, frustrados. Luciana encontra uma garrafa de cerveja em uma das caixas deixadas pelo grupo de Morgan e entrega para Clayton, que como forma de retribuição, diz que há algumas anotações em seu carro indicando lugares com suprimentos, e revela que trabalhava como caminhoneiro. Luciana consegue contato com Morgan pelo walkie-talkie e retorna ao grupo. Na estrada, Charlie e Alicia também conseguem contato, quando a mulher misteriosa conhecida por Morgan surge do lado do caminhão dirigindo o veículo de Al, dizendo que eles são fracos por tentar ajudar outras pessoas, e com o armamento do veículo, atira contra o grupo. |              |                                                                                      |                          |                                                   |                        |                     |
| 51 | 14           | "MM 54" "(MM 54)" (BR)                                                               | Lou Diamond Phillips     | Anna Fishko & Shintaro Shimosawa                  | 16 de setembro de 2018 | 1.87                |
| Flashbacks mostram como Martha, a mulher misteriosa, lidou com seu marido ferido após um acidente de carro. Ela busca por socorro, mas sem sucesso é obrigada a acertá-lo na cabeça com um pedaço de vidro após este se transformar e em seguida enterra seu corpo. Desiludida com as pessoas após ter ajuda negada, Martha passa a matar todos os motoristas de caminhões que deixam caixas com suprimentos para os sobreviventes na estrada. No presente, o grupo de Morgan se recupera do ataque de Martha. O caminhão pega fogo e explode, atraindo alguns infectados. Ao ver seu veículo parado, Al corre até ele, quando é surpreendida por Martha com um infectado preso, que quase morde June. Martha é baleada por Wendell, mas consegue fugir. Alicia e Charlie chegam ao local, mas se deparam apenas com o caminhão incendiado e vários infectados mortos. Jim passa a questionar o modo de sobrevivência de Morgan e diz que todos estão naquela situação graças a ele. Com vários infectados os seguindo, eles chegam a um hospital onde June cuida dos ferimentos do grupo. Alicia diz para Charlie que o foco não é encontrar Morgan e os outros e sim levá-la para conhecer a praia. Os infectados conseguem entrar no hospital, deixando o grupo encurralado. Jim luta com um deles, saindo ileso aparentemente. Al consegue ativar os geradores do hospital para ligar os elevadores e o grupo se refugia no telhado. June descobre uma mordida nas costas de Jim. Alicia e Charlie chegam em uma parte alagada, que Charlie compara a uma praia, e em seguida encontra o chapéu de John Dorie. |              |                                                                                      |                          |                                                   |                        |                     |
| 52 | 15           | "I Lose People..." "(Eu Perco Pessoas...)" (BR)                                      | David Barrett            | Kalinda Vazquez                                   | 23 de setembro de 2018 | 2.03                |
| June tenta contato com Al pelo walkie-talkie. Alicia e Charlie avistam John e Strand e entram em contato com June, Morgan e os outros. As garotas decidem ir atrás de um barco para atravessar o rio. Enquanto isso no hospital, Morgan decide que o grupo deverá sair do terraço do mesmo jeito que subiram, pelos elevadores. Ao chegarem em um corredor, o grupo descobre uma parte do teto que desabou, impedindo que os infectados se aproximem. Al não está na sala dos geradores, mas deixou uma mensagem para eles. Morgan decide ficar para trás e distrair os infectados para que o grupo consiga escapar. Alicia e Charlie encontram um bote em um carro abandonado, mas são atacadas por Martha, que não resiste ao seu ferimento de bala e desmaia. Strand diz para John que eles nunca sairão de lá, quando de repente, Alicia e Charlie chegam na van de Al, passando pelo rio e salvando os dois, com Martha presa no lado de trás. Para distrair os infectados, Morgan joga um deles em cima de um carro onde é acionado o alarme. Embora June se recuse a deixar Morgan para trás, o grupo é obrigado a sair às pressas quando o alarme do carro é desligado e vários infectados se aproximam. Morgan conversa com Jim, quando de repente, o grupo reaparece, e resgatam Morgan com a ajuda de um caminhão de bombeiros, porém ficam cercados pelos infectados. Para atraí-los, Jim se sacrifica e pula em um dos carros estacionados, ativando seu alarme, mas não antes de revelar a receita de suas cervejas para Sarah. Seguindo viagem, Morgan diz que o grupo irá atrás de Al antes de viajarem para o estado de Virgínia, onde está Alexandria. Martha, que havia escapado da van, encontra o corpo de Jim, se transformando em um dos infectados, e diz que agora o tornará mais forte. |              |                                                                                      |                          |                                                   |                        |                     |
| 53 | 16           | "... I Lose Myself" "(... Eu Me Perco)" (BR)                                         | Michael E. Satrazemis    | Andrew Chambliss & Ian Goldberg                   | 30 de setembro de 2018 | 2.13                |
| Al consegue fugir dos infectados para um estacionamento próximo onde encontra um carro, uma nova câmera e alguns outros equipamentos, e parte para o hospital, onde se depara com Martha e Jim transformado. Martha ataca Al, que acorda em sua van, ao lado de John e June. Morgan diz para John que Martha precisa ser ajudada, por isso, deixará o grupo para ir ao seu encontro. Enquanto o resto grupo chega na parada de caminhões em Mississípi, Morgan encontra Martha deitada no túmulo de seu marido e a coloca no carro, mas não antes de acertar Jim transformado na cabeça. Enquanto abastece a van, Al sente-se mal e quase é pega pelos infectados, sendo salva por Alicia. Porém o grupo é obrigado a se refugiar na loja quando mais mortos se aproximam. Martha conta sua história para Morgan e aceita antibióticos para sua infecção devido ao ferimento da bala disparada por Wendell, quando agarra o braço de Morgan, que perde o controle do carro e bate o veículo. June tenta contato com Morgan dizendo que o grupo todo adoeceu e descobre que as garrafas d'água consumidas foram envenenadas. Al deduz que quem as envenenou foi Martha. Ela confessa a Morgan que envenenou a água com anticongelante e Morgan a ataca, mas desiste, coloca uma algema em seu braço e segue viagem a pé. June diz que o antibiótico para o veneno é o etanol, e o grupo encontra um caminhão do lado de fora. Enquanto o resto do grupo tenta distrair os infectados, Al, Strand e Luciana conseguem sair, porém um bando avança contra eles, e Al se vê obrigada a usar o armamento de sua van, acabando com os infectados, mas atingindo o caminhão e perdendo todo o etanol. O grupo começa a perder as esperanças, quando Morgan aparece com um caminhão de cerveja, que por conter álcool, deduziu que serviria de antídoto aos sobreviventes. Mais tarde, de volta à estrada, Morgan encontra Martha transformada e a mata. Morgan decide que o grupo não irá mais para Alexandria e encontra o lugar escrito por Clayton em suas anotações. Alicia diz que, assim como sua mãe fez com o estádio, o lugar poderá ser uma nova comunidade, e Al sugere recrutar as pessoas que já entrevistou. |              |                                                                                      |                          |                                                   |                        |                     |

## Produção e roteiro
Em 14 de abril de 2017, a AMC renovou a série para uma quarta temporada de 16 episódios e anunciou que Andrew Chambliss e Ian Goldberg iriam substituir Dave Erickson como showrunners. A produção começou em novembro de 2017 em Austin, Texas. Michael E. Satrazemis, diretor de fotografia de The Walking Dead e diretor de 12 episódios, juntou-se a Fear the Walking Dead como produtor-diretor.
Em novembro de 2017, foi relatado que Lennie James, que interpreta Morgan Jones em The Walking Dead, faria um crossover e se juntaria ao elenco principal na quarta temporada. A quarta temporada também vê a adição de vários novos regulares da série, interpretados por Garret Dillahunt,, Jenna Elfman, e Maggie Grace.
Em 21 de abril de 2018, Colman Domingo revelou que estaria dirigindo o décimo segundo episódio desta temporada.
A quarta temporada apresenta uma sequência de títulos redesenhada com um novo tema musical. Cada episódio da temporada tem um cartão de título diferente e conta uma história que se tornará aparente assim que a temporada terminar. The Hollywood Reporter refletiu sobre a nova introdução, chamando a nova temporada de "um faroeste com zumbis, muito por design".
Goldberg falou sobre a estrutura narrativa da temporada, que apresenta várias linhas do tempo:

"Estamos brincando com a estrutura, dependendo da história que contamos no episódio. O que achamos tão empolgante em contar histórias ao longo do tempo é que permite o mistério e para encontrar personagens em um lugar emocional e explorar como eles vieram a ser assim, e encontrá-los em um lugar emocional muito diferente no enredo de flashback - não apenas de uma perspectiva do enredo de juntá-los, mas também mostrando como as pessoas se tornaram quem são, mapeando-as no presente e comparando-o com o lugar em que estiveram no passado."
Os novos showrunners também foram inspirados pelo Faroeste; Chambliss afirmou: "Tudo começou com os temas que definimos no início: isolamento e comunidade. Esses temas perpassam muitas histórias clássicas de faroeste". Visualmente, a temporada é inspirada nos faroestes de John Ford e Sergio Leone, usando C'era una volta il West como modelo para diretores. Chambliss disse, "trata-se de ter planos amplos, não movendo os personagens, mas movendo os personagens dentro do quadro. Quando chegamos à sala de edição, trata-se realmente de desacelerar o padrão de corte e voltar a esse estilo de filmagem. Isso dá a série uma sensação diferente do que vimos antes. É algo que estamos muito animados para que as pessoas vejam."
O terceiro episódio da temporada apresenta a morte de Nick Clark, interpretado por Frank Dillane. Em uma entrevista depois que o episódio foi ao ar, Dillane revelou que pediu para deixar a série antes da quarta temporada. O ator explicou:

"Eu já fazia isso há três ou quatro anos, a série passou por muitas mudanças em termos de pessoas diferentes no comando, todas essas coisas, e eu senti que o início desta temporada parecia o fim de uma era com este programa. E a televisão é um trabalho árduo e você tem que filmar muito. Eu também sentia muita falta da Europa. Não sou estadunidense, então, depois de um tempo, fico com muitas saudades de casa e todas essas coisas. Também senti que havíamos alcançado o que precisava ser conquistado nas primeiras temporadas, então pensei que era hora de seguir em frente."

## Estreia
Em 15 de março de 2018, foi anunciado que a estreia da temporada e o final da oitava temporada de The Walking Dead seriam exibidos nos cinemas AMC, Regal e Cinemark nos Estados Unidos em 15 de abril, o mesmo dia da exibição na televisão, por "Domingo de sobrevivência: The Walking Dead & Fear the Walking Dead". Os episódios marcaram o primeiro cruzamento entre as duas séries. A exibição do cinema também incluiu meia hora extra de conteúdo bônus exclusivo.

## Recepção

### Resposta da crítica
No Rotten Tomatoes, a quarta temporada tem uma taxa de aprovação de 80% com base em 6 avaliações, com uma classificação média de 6.85/10. O consenso crítico do site diz: "Fear the Walking Dead segue em frente com confiança em sua quarta temporada com um bando de cenários horríveis e reviravoltas de partir o coração, mas alguns telespectadores podem estar desanimados com a constante remodelação de seus personagens". A TVLine reavaliou a série para sua quarta temporada, dando-lhe uma nota "B+". O revisor Charlie Mason escreveu: "deixou de ser um substituto adequado entre as temporadas de The Walking Dead para uma série tão boa ou indiscutivelmente ainda melhor do que aquele do qual foi criada". Ele também elogiou a adição de Jenna Elfman e Garret Dillahunt e que a 4ª temporada teve várias surpresas genuínas em sua narrativa.
No entanto, a decisão de matar a personagem principal Madison Clark, interpretada por Kim Dickens, foi recebida com intensas críticas. Escrevendo para o The Hollywood Reporter, a crítica de televisão Maureen Ryan destacou a personagem como "um dos raros protagonistas femininos maduros da TV e da TV a cabo" e citou sua "desconcertante morte" como um exemplo das práticas preconceituosas de Hollywood, acrescentando: "o fato de que esta decisão  vem da franquia The Walking Dead, que foi criticada por seu tratamento às mulheres e pessoas de cor no passado, é ainda mais deprimente."
| - 4ª temporada (2018): Porcentagem de avaliações positivas rastreadas pelo site Rotten Tomatoes | |
|                                                                                                 | Esta página contém um gráfico que utiliza a extensão <graph>. A extensão está temporariamente indisponível e será reativada quando possível. Para mais informações, consulte o ticket T334940. |

### Audiência
| №  | Título                                | Exibição original      | Rating/share (18–49) | Audiência (em milhões) | DVR (18–49) | Audiência em DVR (milhões) | Total (18–49) | Audiência total (em milhões) |
| -- | ------------------------------------- | ---------------------- | -------------------- | ---------------------- | ----------- | -------------------------- | ------------- | ---------------------------- |
| 1  | "What's Your Story?"                  | 15 de abril de 2018    | 1.6                  | 4.09                   | 0.9         | 2.01                       | 2.5           | 6.11                         |
| 2  | "Another Day in the Diamond"          | 22 de abril de 2018    | 1.1                  | 3.07                   | 0.5         | 1.18                       | 1.6           | 4.25                         |
| 3  | "Good Out Here"                       | 29 de abril de 2018    | 1.0                  | 2.71                   | 0.6         | 1.50                       | 1.6           | 4.21                         |
| 4  | "Buried"                              | 6 de maio de 2018      | 0.9                  | 2.49                   | N/A         | N/A                        | N/A           | N/A                          |
| 5  | "Laura"                               | 13 de maio de 2018     | 0.9                  | 2.46                   | 0.6         | 1.47                       | 1.5           | 3.94                         |
| 6  | "Just in Case"                        | 20 de maio de 2018     | 0.8                  | 2.31                   | N/A         | N/A                        | N/A           | N/A                          |
| 7  | "The Wrong Side of Where You Are Now" | 3 de junho de 2018     | 0.6                  | 1.97                   | 0.5         | 1.19                       | 1.1           | 3.16                         |
| 8  | "No One's Gone"                       | 10 de junho de 2018    | 0.7                  | 2.32                   | 0.6         | 1.52                       | 1.3           | 3.85                         |
| 9  | "People Like Us"                      | 12 de agosto de 2018   | 0.7                  | 1.88                   | 0.4         | 0.96                       | 1.0           | 2.84                         |
| 10 | "Close Your Eyes"                     | 19 de agosto de 2018   | 0.6                  | 1.86                   | 0.5         | 1.15                       | 1.1           | 3.01                         |
| 11 | "The Code"                            | 26 de agosto de 2018   | 0.6                  | 1.83                   | 0.4         | 0.99                       | 1.0           | 2.82                         |
| 12 | "Weak"                                | 2 de setembro de 2018  | 0.5                  | 1.52                   | 0.4         | 1.24                       | 0.9           | 2.76                         |
| 13 | "Blackjack"                           | 9 de setembro de 2018  | 0.6                  | 1.72                   | 0.5         | 1.26                       | 1.1           | 2.98                         |
| 14 | "MM 54"                               | 16 de setembro de 2018 | 0.6                  | 1.87                   | 0.5         | 1.30                       | 1.1           | 3.17                         |
| 15 | "I Lose People..."                    | 23 de setembro de 2018 | 0.7                  | 2.03                   | 0.3         | 0.93                       | 1.0           | 2.97                         |
| 16 | "... I Lose Myself"                   | 30 de setembro de 2018 | 0.7                  | 2.13                   | 0.4         | 1.02                       | 1.1           | 3.15                         |

1. 1 2 3 4 5 6  As classificações Live +7 não estavam disponíveis, portanto, as classificações Live +3 foram usadas.